# Mágica juventud
Mágica juventud fue una telenovela mexicana juvenil de Televisa, producida por Emilio Larrosa. Fue trasmitida por el Canal de las Estrellas entre el 30 de noviembre de 1992 y el 30 de abril de 1993.
Protagonizada por Kate del Castillo y Héctor Soberón, con las participaciones antagónicas de Sergio Sendel, Marisol Santacruz, Jorge Salinas, Amairani  y Gabriela Platas por el lado juvenil, y Raymundo Capetillo y Gilberto Román por el lado adulto. Contó además con la actuación estelar de la primera actriz Carmen Montejo.

## Argumento
Miguel (Héctor Soberón) es un joven que trabaja como veterinario. Esconde un oscuro secreto: hace algunos años formó parte de una banda criminal, la que fue capturada. Miguel fue a dar a la cárcel, pero lejos de haberse rehabilitado al salir se convierte en un joven agresivo y resentido contra la sociedad.
Un día asiste al restaurante llamado "La Hamburguesa Mágica", un lugar muy popular entre los jóvenes atendido por Pepita (Carmen Montejo), una amable anciana quien es amiga de todos. Allí conoce a Fernanda (Kate del Castillo), una linda joven alegre y bondadosa, y ambos se enamoran. Miguel siente que por fin ha encontrado el amor del que carecía y tiene todas las intenciones de cambiar su actitud, pero Fernanda empieza a investigar su pasado y esto provoca que Miguel asome su antigua personalidad de nuevo y aleje a Fernanda. Sin embargo, se dará cuenta de lo mucho que la ama y que es la única mujer que le ha interesado realmente, y buscará volver junto a ella, pero tendrán que luchar contra las intrigas de Leonardo Grimaldi (Sergio Sendel), un joven sin moral ni escrúpulos que busca quedarse con Fernanda.

## Elenco
- Carmen Montejo  - Leonor "Pepita" Grimaldi Vda. de Romo
- Kate del Castillo - Fernanda Gutiérrez Mercedes/María José Villagrán
- Héctor Soberón - Miguel Arteaga Juárez
- Gilberto Román  - Gonzalo Zapata
- Raymundo Capetillo - Ernesto Grimaldi Romo
- Sergio Sendel - Leonardo Grimaldi Isunza
- Manuel Saval - Javier Silva
- Carlos Cámara - Ezequiel Ortigoza
- Tina Romero - Silvia Cristo de Zapata
- José Ángel García - Víctor "Vic" Rosales
- Antonio Miguel - Don Cástulo Villagrán
- Marisol Santacruz - Patricia Grimaldi Isunza
- Karen Sentíes - Laura Aranday
- Amairani - Consuelo Gutiérrez Mercedes
- Raúl Alberto - Alejandro Zapata
- Ramón Abascal - Gerardo Romero
- Gabriela Platas - Brenda Rojo
- Claudia Silva - Rosario "Merlina"
- Alejandra Morales - Yolanda
- Adriana Lavat - Rita Cárdenas
- Mauricio Islas - Alfredo Canseco
- Sussan Taunton - Claudia
- Jorge Salinas - Héctor Granados
- Vanessa Villela - Alicia
- Óscar Vallejo - Jesús "Chucho"
- Pedro Romo - Pedro
- Pablo Ferrel - Pablo
- Paco Ibáñez - Paco
- María Montejo - Carmela de Gutiérrez
- Roberto Sen - Eusebio Gutiérrez
- Carlos Miguel - Ricardo "Ric"
- Raquel Morell - Gladis de Grimaldi
- Hilda Aguirre - Clara
- Radamés de Jesús - Carlos
- Magaly - Gaby
- Juan Carlos Casasola - Luis "Huicho"
- Roberto Ruy - Rosalío
- Rosa Elena Díaz - Eugenia
- Lourdes Canale - Dolores
- José Antonio Iturriaga - César
- Vilma Traca - Juana
- Yuliana Peniche
- Mauricio Armando
- Karla Ganem
- Mario Sauret
- Roberto Tello - Indalecio
- Carlos Bonavides - "El metiches"
- Amara Villafuerte
- Roberto Palazuelos - Él mismo
- Judy Ponte - Madre superiora
- Rodrigo Abed - "El Púas"
- Oyuki Manjarrez - Georgina
- Enrique Borja Baena
- Indra Zuno
- Raúl Magaña - Willy Machado
- Jorge Pais - Sergio Azcona
- Michelle Vieth - Fernanda (niña)

## Equipo de producción
- Idea original: Emilio Larrosa
- Libreto: Verónica Suárez, Alejandro Pohlenz
- Edición literaria: Consuelo Casillas
- Tema musical: Mágica juventud
- Letra, música e intérprete: Lorena Tassinari
- Arreglos musicales: Luigi Lazareno
- Música original: Lorena Tassinari
- Escenografía: José Contreras
- Ambientación: Hortensia Ibarra
- Diseño de vestuario: María del Carmen Mainou, Iliana Pensado
- Musicalizador: Miguel Ángel Suárez
- Edición: Juan José Franco, Víctor Hugo Flores
- Coordinación de locaciones: Nadia Romo
- Coordinación artística: Ramón Larrosa
- Coordinación de producción: Alberto Cervantes, Víctor Vélez
- Jefes de producción: Claudia Colombón, Lourdes Salgado
- Dirección de diálogos: Luisa Huertas
- Director adjunto: José Ángel García
- Gerente de producción: Arturo Pedraza Loera
- Directores de cámaras: Albino Corrales, Antonio Acevedo
- Directores de escena: Antonio Serrano, Alfredo Gurrola
- Productor: Emilio Larrosa